# بيلي إيلي
بيلي إيلي (بالإنجليزية: Billy Eli)‏ هو مغني أمريكي، ولد في 1962.